# Fetije Kasaj
Fetije Kasaj (* 28. Oktober 1985 in Selenica) ist eine albanische Gewichtheberin.
Sie war 2005 Junioren-Europameisterin. Bei den Weltmeisterschaften der Aktiven erreichte sie im selben Jahr den neunten Platz in der Klasse bis 53 kg. 2006 gewann sie bei den Europameisterschaften die Silbermedaille. Bei den Weltmeisterschaften erreichte sie den siebten Platz. Bei den Europameisterschaften 2007 war sie erneut Zweite. Allerdings wurde sie bei der Dopingkontrolle positiv getestet und für zwei Jahre gesperrt. Nach ihrer Sperre wurde sie bei den Europameisterschaften 2011 Fünfte. Bei den Europameisterschaften 2012 erreichte sie den achten Platz. 2013 wurde sie bei den Europameisterschaften Zehnte.